# コア・ファイター
コア・ファイター (CORE FIGHTER) は、アニメ『機動戦士ガンダム』を始めとする『ガンダムシリーズ』に登場する架空の小型戦闘機。コア・ブロック (CORE BLOCK) と呼ばれる形態に変形し、モビルスーツ（MS）の“核”として胴体に収納されコクピット兼脱出カプセルとして使用される。コア・ブロック形態時も、ジェネレーターは使用されるがメイン推進装置の代替用として別系統で内蔵される推進装置はコア・ブロック形態時にデッドウェイトとなってしまうため、その解決策としてバックパックも兼ねたタイプも考案された模様（それについては後述）。

## 機動戦士ガンダム
『機動戦士ガンダム』などの舞台となる宇宙世紀におけるコア・ファイターは、一年戦争時に地球連邦軍が開発したのが始まりである。

### 設定解説
最初のコア・ファイターはV作戦によって開発された地球連邦軍のRXタイプモビルスーツ（MS）であるガンタンク、ガンキャノン、ガンダムに採用されている。開発はハービック社。本機には直前に開発されたFF-6 TINコッドの基本概念が活かされている。
元々は脱出機構を兼ねたコクピットカプセルとして開発されていたが、新構造の導入や研究スタッフが航空機部門から独立開発部門へ移ったため、多目的戦闘機に転向した。文字通りMSの核となるが、そのため弾薬や燃料には制約が生まれた。MSのコクピットを兼ねる本機には教育型コンピューターが内蔵されており、MS本体が損傷した際に実戦データを回収するための、またパイロットの生存率の向上のための脱出装置として機能する。コクピットにはドラムモジュールが導入され、MSと戦闘機双方で兼用の構造となる。ただし、コントロールスティックはそれぞれ別のものが二種類用意されている。内部にはNC-3型核融合ジェネレーターを2基搭載。
FF-X7コア・ファイターのうち、002号機にはガンダムのパイロットであるアムロ・レイが搭乗した。後に本機を中心とした分離・合体システム（コア・ブロック・システム）を活かしたGパーツや、本機の戦闘機としての能力の高さを活かしたコア・ブースターが開発されている。
量産に当たっては高コストがネックとなり、GMでは非変形のコア・ブロックが採用されている。
武装
機首部に2連装30ミリ機関砲を2基、胴体に内装式の空対空ミサイルを装備。翼下にミサイル「AIM77D」を装着可能とした媒体も見られる。
備考
書籍『機動戦士ガンダムモビルスーツバリエーション3 連邦軍編』においては垂直尾翼形状の異なる「試作2号機」と「量産4号機」のデザインが掲載された。FF-X7コア・ファイターを「コアファイター1」と記述した資料も見られる。

#### 考案の経緯
そもそもは『機動戦士ガンダム』の企画にあたり、番組スポンサーである玩具会社クローバーが「合体・変形」する巨大ロボットを求めたことに対応するため、提案されたものである。放送当時の玩具展開においては、ガンダム・ガンキャノン・ガンタンクの3機相互で上半身と下半身をコア・ブロックを介して組み替え可能にするという遊び方が提案されていたが、劇中ではこのような描写は取り入れられてはいない。その後、番組のテコ入れに登場したGアーマーのパーツの一部ともなったが、劇場版映画ではこれに替わってコア・ブースターが登場している。

#### 劇中での活躍
元々が玩具のガジェットとして創作されたものだったこともあり、劇中で効果的な使い方をされた例は少ない（そもそも非常脱出用というコンセプト自体、主人公機が倒されることの少ないロボットアニメと両立しない）。『機動戦士ガンダム』のテレビ版にあっても、物語と直接関係のない分離・合体シーンが幾度か盛り込まれており、これらは劇場版においてはカットされている。しかし物語に深く関わるかたちで、コア・ファイターが用いられたシーンは劇場版においても用いられている。ひとつはリュウ・ホセイがコア・ファイターをガンタンクから切り離してマゼラトップに突入し、自らの命と引き替えにガンダムとホワイトベースを救ったシーンであり、もうひとつはラストにおいて、傷ついたアムロ・レイがガンダムの残骸からコア・ファイターを引き出し、燃え崩れるア・バオア・クーから脱出するシーンである（テレビ版では作画ミスでコア・ファイターとガンダムBパーツ（下半身）が表裏逆向きで接続されていたが、映画版で修正されている）。一方、慢性的に戦力不足だったホワイトベース隊では単体で戦闘攻撃機としての運用も行われており、ドップを撃墜するなど戦闘機としても高い能力を示している。グフに小型ミサイルを複数弾命中させ、撃破したこともある。
美術展覧会『GUNDAM―来たるべき未来のために―』においては、ア・バオア・クーから脱出後に放棄されたという設定の実物大コア・ファイターの模型が展示されていた。
OVA『機動戦士ガンダム MS IGLOO 2 重力戦線』の第3話では、オデッサ戦線の連邦軍が制空戦闘機として運用している描写が見られる。ストーリー冒頭に登場し、機動性を生かしてガウ攻撃空母に肉薄、撃墜する戦果を挙げた。なお、この機体には機関砲口が存在しない。
漫画『機動戦士ガンダム デイアフタートゥモロー ―カイ・シデンのメモリーより―』では、作中に登場したガンダム2号機、ガンキャノン、ガンタンク以外に、シャアの攻撃により破壊されたMS（ガンダム1号機と3号機、ガンキャノンが2機、ガンタンクは3機）の分も含めた「計10機のコア・ファイター」が、ホワイトベースに搬入済みだったとされていた。
漫画『機動戦士ガンダム サンダーボルト』では、一年戦争終結後にコア・ファイターがミデア輸送機の両主翼下から投下され展開、作戦する丁度史実のXF-85ゴブリンと同様のパラサイト・ファイター（寄生虫戦闘機）として用いられる描写がある。なおガンダム/ジム系MSにはコア・ファイターとは別に最低限の移動・姿勢制御用のスラスターを持った脱出用コア・ポッドが搭載される。
リプレイ小説『ガンダム・カバード ネメシスの天秤』に登場するガンダム・カバードにはFFX-9 コア・ファイター9が搭載されている。書類上は戦闘機の扱いのためMSパーツはコア・ファイター9のオプション扱いとなっている。掲載されたイラストでは形状はコア・ファイターIIに酷似。

#### プロトタイプ・コア・ファイター
メカニックデザイン企画『MSV-R』で設定された。
MSの共通コクピット・モジュールとして、本機以前にそれぞれ個別に試作されたコア・ブロックとコア・ファイターをもとに開発されている。のちのFF-X7と比較して主翼の翼面形状が異なり、また武装は装備されていない。塗装は白を基調に赤と黒が配されている。
試作機2機による各種テストの結果、MSからの射出の際のエンジンの出力不足と、変形時の機体制御などの問題が判明、エンジンは変更されるが航続距離は短くなっている。その後南米の砂漠地帯で第1回空中換装テストを実施、計19回のテストを経て精度が高められ、空中換装は練度の高いパイロットの使用時のみという制限付きで制式な運用法として採用される。
1号機はプロトタイプガンダムのコア・ブロックとして試験運用されるが、間もなく完成したFF-X7に換装される。1号機ものちにFF-X7に改修され、テストベッドとして運用されている。

### 『機動戦士ガンダム THE ORIGIN』におけるコア・ファイター
漫画『機動戦士ガンダム THE ORIGIN』では、当初コア・ブロック・システムは存在せず、コア・ファイターはRXタイプMSとは別個の艦載機として登場する。爆雷も装備可能。地球編では戦闘機として活躍。原作と同様にリュウ・ホセイの戦死場面に関わる。大西洋ではスレッガー・ロウ中尉が、水中での機動性に長けるゾックをミサイルで撃沈している。ウォン伍長は、ズビッチのズゴックの右腕をミサイルで破壊したが、ボラスキニフ曹長のゾックのメガ粒子砲によって撃墜された。
また物語の最終局面でのアムロの脱出劇に不可欠だという演出上の必要から、ジャブロー到着時にコア・ポッドという脱出用小型機がガンダムに組み込まれることとなった。

### 『機動戦士Gundam GQuuuuuuX』におけるコア・ファイター
「一年戦争でジオン軍が連邦軍に勝利した」というパラレルワールドが舞台のTVアニメ『機動戦士Gundam GQuuuuuuX（ジークアクス）』では、コア・ファイターは機首のみがMS胴体内に収容され、本体はMS背部に露出してバックパックを構成する方式になっている（ガンキャノン及びその量産タイプである軽キャノンでは、肩部キャノン砲もコア・ファイターに接続されている）。ガンダムを鹵獲したジオンが一年戦争後に開発したガンダム・クァックス（ジークアクス）も同じ方式となっている。

## 一年戦争以降のコア・ファイター

### 宇宙世紀0080年代前半
デラーズ紛争時、ガンダム開発計画によってガンダム試作0号機・試作1号機・試作3号機が採用している。従来の「バーティカル・イン・ザ・ボディ方式」に代わって「ホリゾンタル・イン・ザ・ボディ方式」を採用し、コア・ファイタ－は、コクピットブロックやジェネレーターとしてだけでなく、エアインテークシステムやスラスターユニットや武装も、MS形態で使用可能になった。
ガンダム試作0号機では、脱出時のコア・ファイターの推力および火力増強のため、コア・ファイターに装着してコア・ブースターとして運用するためのブースターや装備をMSのシステムに直接組み込んでいる。
ガンダム試作1号機ではコア・ファイターIIを採用。旧ハービック社の技術が導入され、空中換装は想定していない。ガンダム試作3号機のコア・ファイターII-Spは試作1号機用のものを凌駕する性能を誇っていたが、機体の膨大な火器管制を行うためこれとは別に全天周囲モニター・リニアシートを導入したコクピットが採用されている。

### 宇宙世紀0080年代後半
グリプス戦役時、ガンダム［ケストレル］が採用。Gディフェンサーの脱出艇も資料によってはコア・ファイターと呼称される。また、ガンダムTR-1［ヘイズル・アウスラ］にはコア・ブロック・システムを踏襲した脱出ポッドである「プリムローズ」が採用されている。
第一次ネオ・ジオン抗争時、ΖΖガンダムとSガンダムが採用。ΖΖガンダムのコア・ファイターは、従来式の脱出ポッドでは回収が遅れる事からRX-78のコア・ファイターに着目し、採用された。
SガンダムではGコアの呼称で採用された。同機はA・Bパーツにもそれぞれコクピットが装備されており、独立稼動が可能であるが、合体時には両コクピット部がGコアに接続され、緊急時には接続状態のままA・Bパーツを分離、そのまま大気圏再突入や大気圏内飛行も可能となっている。

### 宇宙世紀0090年代
ナラティブガンダムがコア・ファイターを備えており、構造が剥き出しになった状態で腹部に格納されている。ナラティブガンダムは設定上、νガンダム（宇宙世紀0093年ロールアウト）以前に開発されたサイコフレーム試験機とされている。映画『機動戦士ガンダムNT』の劇中では、終盤にナラティブガンダムが撃破される場面でコア・ファイターが脱出に用いられ、パイロットのヨナ・バシュタがユニコーンガンダム3号機フェネクスに乗り移る場面がある。映画のノベライズ版である『小説 機動戦士ガンダムNT』では、一年戦争前に死去したヨナの父親がハービック社（RX-78系ガンダム用のコア・ファイターの開発元）の研究員であったという設定に言及されている。
なお『ガンダムNT』の原案となった中編小説『機動戦士ガンダムUC 不死鳥狩り』では、ヨナの乗機はスタークジェガンとなっており、映画と同じ展開の場面では機体の圧壊により脱出ポッドが作動せず、ヨナが脱出を諦めかける展開となっていた。

### 宇宙世紀0120年代
ネオガンダムがパイロットの生還性とデータ回収を兼ねてバックパックとしても機能するコア・ファイターを採用している。またクラスターガンダムは稼働キー兼ねたコア・ファイターと、その後部にバックパックを装着したコア・ブースターを採用。

### 宇宙世紀0130年代
クロスボーン・ガンダムには、クラスター・ガンダムのものを参考にしつつも大推力を誇るコア・ファイターが採用されている。量産機フリントにも採用されている。

### 宇宙世紀0150年代
ザンスカール戦争時、VガンダムやV2ガンダムに採用されている。従来のコアブロックがMSに内包される形式と異なり、コア・ファイター自体が頭部と胴体を形成し、腕・脚パーツが結合する形式となっている。

## 宇宙世紀以外の作品

### 機動武闘伝Gガンダム
『機動武闘伝Gガンダム』には、コア・ファイターに類似した装備としてコア・ランダーと呼ばれる小型浮上式車両（エアカー）が、一部のモビルファイターの装備として登場している。用途は緊急脱出やガンダムファイターの移動用。

### ∀ガンダム
∀ガンダムでは腰部のフロントアーマーが緊急脱出用のコア・ファイターとなる。

### 機動戦士ガンダムSEED DESTINY
『機動戦士ガンダムSEED DESTINY』には、インパルスガンダムの装備としてコアスプレンダーという小型戦闘機が登場する。

### 機動戦士ガンダム00
『機動戦士ガンダム00』では、機体数は少ないもののいくつもの陣営でコア・ファイターが採用されている。また、そのどれもが太陽炉搭載機であり、ソレスタルビーイング（以下CB）の技術・データを利用している点が共通の特徴である。
設定上は外伝作品『00P』に登場する第2世代ガンダム「ガンダムプルトーネ」で実装され、GNドライヴとパイロットの回収を目的として導入された。また、アルケーガンダムにもイノベイター専用機と同様の設計思想を持つコア・ファイターが導入されている。
『00V戦記』にて「ジンクスIV」への配備が進んでいる。ELS戦を生き残ったジンクスIV全機に配備され、次世代機の「ジンクスV」では標準装備が予定される。ジンクス系統のコクピットは腰部にあるため、コア・ファイターは腰部の一部とスカートアーマーとなるよう設計されている。

### 機動戦士ガンダムAGE
『機動戦士ガンダムAGE』では、「第3部・キオ編」にて登場するガンダムAGE-3、および「第4部・三世代編」にて登場するガンダムAGE-FXに装備されている。
AGE-3ではコクピット脱出ポッドと戦闘機を兼ねた「コアファイター」が採用され、AGE-3の各ウェアにはコクピットが用意された有人機として運用され、ドッキング後はコアファイターとウェアのそれぞれのコクピットが接続されて複座型のコクピットを形成する。また、AGE-3を改修したガンダムAGE-FXにもXラウンダーの生存性を高めるため、コアファイターが採用されている。
また、ヴェイガン製のMSであるガンダムレギルスもガンダムAGE-3を参考に開発されており、「レギルスコア」と呼ばれるコアファイターを形成可能としている。

### ガンダム Gのレコンギスタ
『ガンダム Gのレコンギスタ』では、G-セルフにコア・ファイターが搭載されている。あくまで緊急脱出システムのため、武装は機首内蔵の炸薬系バルカンのみ。高い運動性を持ち戦闘力もあるが、武装のバルカンはMS戦には心許ない。合体はバックパックのない状態のG-セルフの背中から合体する。

### ガンダムビルドファイターズ
『ガンダムビルドファイターズ』および『ガンダムビルドファイターズトライ』では、分離した機体もサブマシンとして使用可能なため、状況によっては本体が破壊されてもコアファイターやバックパックブースター等を使用し戦闘を継続することが可能となっている。
『ガンダムビルドファイターズ』に登場する、ビルドストライクガンダム フルパッケージは支援戦闘機となるビルドブースターが分離可能で、改良型となるスタービルドストライクガンダムはプラフスキーパワーゲートを発生させることができるユニバーサルブースターが分離可能。ビルドガンダムMk-IIのバックパックは、ビルドブースターMk-IIに分離可能で、更にブースターのコクピット部はコクピットブロックに分離する。
『ガンダムビルドファイターズトライ』に登場するウイニングガンダムおよびスターウイニングガンダムは、ボディの各種が支援武器となり、頭部が変形しコアファイターとして単独行動が可能となっている。